# Pflanzrecht

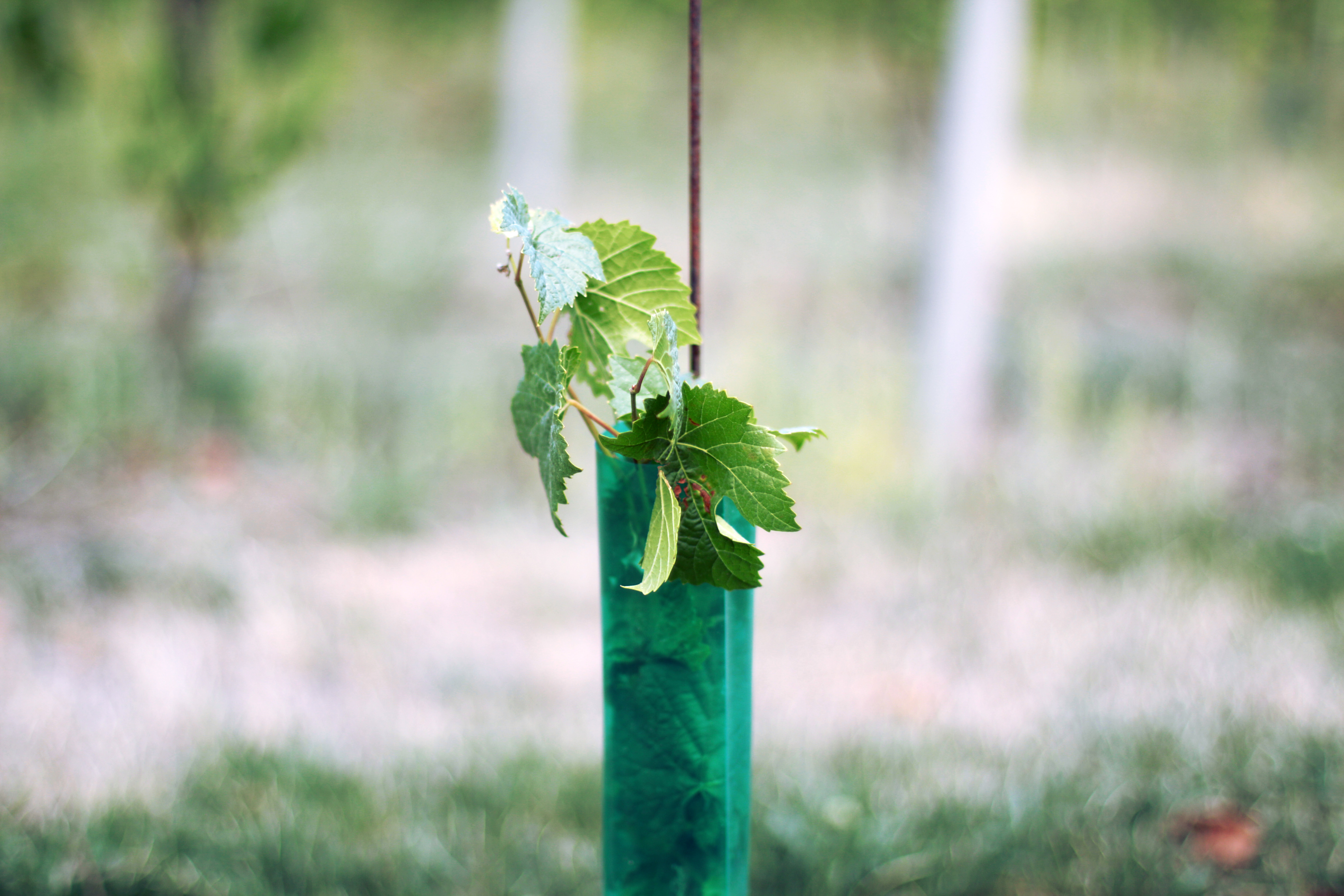
Jungrebe

Als Pflanzrecht wird das für eine landwirtschaftliche Fläche zeitlich befristet bestehende Recht bezeichnet, Weinreben (betrifft nur Keltertrauben) dort zu pflanzen. Dieses Pflanzrecht wird in EU-Verordnungen und in den Weingesetzen der Mitgliedsstaaten der Europäischen Union geregelt. Die Gesamtfläche, auf der Weinreben erlaubt sind, ist begrenzt. Verantwortlich für die Durchführung der Genehmigungsverfahren für Neu- oder Wiederbepflanzungen bzw. Erwerben eines Pflanzrechtes sind in Deutschland die Bundesländer.

## Rechtliche Regelungen

### EU-weit
Generell gilt in der EU ein vorübergehendes Rebpflanzungsverbot bis 31. Dezember 2015[Veraltet], Ausnahmen gelten nur für Flächen mit Pflanzrechten. Über einen Schlüssel wurden jedem Land Pflanzrechte zugewiesen. Dadurch können die Bundesländer auch Neuanpflanzungsrechte vergeben. Allerdings dürfen diese nur unter bestimmten Voraussetzungen vergeben werden, z. B. zu Versuchszwecken. Nur wenn der Betrieb für die Fläche ein Neuanpflanzungs-, ein Wiederbepflanzungs- oder ein Pflanzrecht aus der Reserve besitzt, dürfen Reben gesetzt werden, um den aus ihren Trauben gewonnenen Wein in Verkehr zu bringen. Als Neuanpflanzung wird dabei ein Anpflanzen von Reben auf einer Fläche verstanden, die zuvor nicht mit Reben bestockt war. Eine Wiederbepflanzung liegt hingegen vor, wenn aufgrund einer Rodung des Weinberges die Fläche länger brach gelegen hat (max. 13 Jahre) und wieder mit Weinreben bepflanzt werden soll. Dieser Rechtsanspruch auf Wiederbepflanzung entsteht, wenn die Rodung ordnungsgemäß bei der zuständigen Stelle gemeldet wurde. Geben Winzer ihre Flächen und damit ihren Rechtsanspruch auf Wiederbepflanzung auf, fallen die Pflanzrechte zurück an die sogenannte Reserve. Dann erlöschen sie jedoch, wenn sie nicht innerhalb von 5 Jahren von anderen Winzern genutzt werden.
Grundsätzlich gilt für das Pflanzrecht folgendes:
- Ein Pflanzrecht wird von dem Betrieb erworben, der einen Weinberg rodet. Die Mitgliedstaaten können bestimmen, dass es nur auf der Fläche, die gerodet wurde, ausgeübt werden darf.[5]
- Wird eine rechtmäßig bestockte Fläche ohne Inanspruchnahme einer Rodungsprämie gerodet, besteht für max. 13 Jahre ein Wiederbepflanzungsrecht. Bei Nichtinanspruchnahme erlischt das Pflanzrecht.[6]
- Pflanzrechte für Steillagen können nicht auf Flachlagen übertragen werden.[6]
- Pflanzrechte aus der Reserve können für anbauwürdige Flächen erworben werden. An Jungwinzer bis zu 40 Jahren werden sie kostenfrei, an andere gegen eine Gebühr abgegeben.[7]

### In Deutschland
Die Umsetzung der für das Pflanzrecht relevanten EU-Verordnungen wird in Deutschland im Weingesetz geregelt. Die Durchführung liegt in den Händen der Landwirtschaftskammern bzw. -ämter. Es können alle Bundesländer durch Verabschieden von Rechtsverordnungen das konkrete Vorgehen selbst bestimmen, was im Detail zu unterschiedlichen Handhabungen der Länder geführt hat. So geht z. B. in Hessen das Pflanzrecht einer brach liegende Fläche nach 8 Jahren bereits in die Reserve über und fällt somit aus dem Betriebskonto heraus. Damit sollen möglichst viele Pflanzrechte erhalten bleiben.
Auf Antrag können Pflanzrechte auf andere Flächen desselben oder auch eines anderen Betriebes übertragen werden.